# هی سکسی لیدی
هی سکسی لیدی (انگلیسی: Hey Sexy Lady) آهنگی است که توسط هنرمند جامائیکایی-آمریکایی رگی، شگی ضبط شده‌است. در نوامبر ۲۰۰۲ به عنوان اولین تک‌آهنگ از آلبوم روز خوش‌شانس او منتشر شد. این آهنگ دارای برایان و تونی گلد است و آهنگ از Sexy Lady Explosion ریدیم با ضربات اضافی استفاده شده است. تا اوت ۲۰۱۴، با ۲۸۷٬۰۰۰ واحد فروش، صد و دهمین تک‌آهنگ پرفروش قرن بیست و یکم در فرانسه بود.